# داوید شلر
داوید شلر (آلمانی: David Scheller؛ زادهٔ ۱۲ اکتبر ۱۹۷۲) بازیگر اهل آلمان است. وی از سال ۱۹۹۲ میلادی تاکنون مشغول فعالیت بوده‌است.
از فیلم‌ها یا برنامه‌های تلویزیونی که وی در آن نقش داشته‌است، می‌توان به صحنه جرم، نامت یوستینه است، عملیات افراطی و تماس با پلیس ۱۱۰ اشاره کرد.